# La Taha
La Taha település Spanyolországban, Granada tartományban. La Taha Almegíjar, Torvizcón, Órgiva, Carataunas, Pampaneira, Bubión, Capileira, Pórtugos és Busquístar községekkel határos. Lakosainak száma 759 fő (2024).

## Népesség
A település népessége az elmúlt években az alábbi módon változott:
| Lakosok száma | 812  | 793  | 743  | 685  | 810  | 663  | 655  | 653  | 715  | 759  |
|               | 2001 | 2004 | 2006 | 2009 | 2011 | 2014 | 2016 | 2019 | 2021 | 2024 |